# Giuseppe Peano
Giuseppe Peano, italijanski matematik in logik, (* 27. avgust 1858, Cuneo, Piemont, Kraljestvo Sardinija, † * 20. april 1932, Torino, Kraljevina Italija. 
Velja za utemeljitelja matematične logike. Pomembni so njegovi prispevki k aksiomatiki, ti. Peanovi aksiomi, matematični indukciji, teoriji množic, vektorski analizi, diferencialnih enačb in filozofiji matematike. Je avtor umetnega jezika Latino sine flexione, simplificirane oblike latinščine.

## Življenje
Peano je bil rojen 27 avgusta leta 1858 in svoja mlada leta preživel na kmetiji pri Spinetti, vasici, ki sedaj pripada Cuneu, v Piemontu v Italiji. Najprej se je šolal v klasični gimnaziji v Torinu in se nato leta 1876 vpisal na tamkajšnjo univerzo, kjer je štiri leta kasneje diplomiral s pohvalo in se zaposlil kot pomočnik Enrica d'Ovidia, kasneje Angela Genocchia. Zaradi slabega zdravja slednjega je Peano prevzel pouk računanja (calculus). Njegovo prvo pomembnejše delo je bilo objavljeno leta 1884, a so bile zasluge zanj pripisane Genocchiju. Nekaj let kasneje je Giuseppe objavil svojo prvo knjigo, katera je bila na temo matematične logike. Tam so se prvič pojavili sodobni simboli za presek in unijo množic.
Leta 1887 se je poročil s Carolo Crosio, hčerjo torinskega slikarja Luigija Crosia znanega po kampovski nabožni sliki Refugium Peccatorum Madonna.

## Matematično delo in kariera
Leta 1886 je začel učiti na Kraljevi vojaški akademiji in bil povišan v profesorja prvega razreda leta 1889. Naslednje leto ga je Torinska univerza zaposlila kot rednega profesorja. Istega leta je odkril krivulje, ki jih je poimenoval po sebi, s katerimi je dokazal, da neprekinjena krivulja ne more biti omejena na arbitrarno majhno območje. Kasneje so take krivulje postale znane kot fraktali.
Takrat je tudi ustanovil časopis Rivista di Matematica, katerega prva izdaja je bila objavljena januarja 1891. Istega leta je začel projekt Formulario, z namenom ustvarjanje enciklopedije matematike, ki bi vsebovala vse znane formule in teoreme matematične znanosti zapisane s standardno notacijo, ki jo je izumil Peano. Sodeloval je na prvem mednarodnem kongresu matematikov, prirejenem leta 1897 v Zürichu, kjer je bil eden glavnih udeležencev in predstavil svoj članek o matematični logiki. Postajal je tudi veliko bolj zaposlen s Formulariem, žal na škodo svojega ostalega dela.
Leta 1898 je Akademiji predstavil zmožnost uporabe binarnega sistema in njegovo zmožnost predstavljanja zvoka jezikov. Iz jeze je kupil tudi tiskalni stroj, saj je njegova zahteva, da so formule zapisane v eni vrstici, povzročala zamude v tiskarnah.
Leta 1900 je bil med glavnimi udeleženci prve mednarodne konference filozofije v Parizu Predstavil je znanstveno razpravo, ki je postavljala vprašanje, o pravilno oblikovanih definicijah v matematiki (kako definirati definicijo). To je postal eden njegovih osrednjih filozofskih interesov njegovega življenja. Na konferenci je srečal Bertranda Russella in mu dal izvod Formularia, kateri ga je s kreativno rabo simbolov navdušil.
Okoli leta 1901 je bil Peano v vrhuncu svoje matematične kariere – naredil je napredek v področju analize, osnov in logike, prispeval veliko učenju računanja, polju diferencialnih enačb in vektorske analize. Igral je ključno vlogo aksiomizaciji matematike in bil vodilni pionir v razvoju matematične logike. Postal je tako močno vpleten v projekt Formularia, da je to slabo vplivalo na njegovo poučevanje. Bil je tako odločen, da bo učil matematične simbole, da je zanemaril pouk aritmetike. Posledično je bil odpuščen s Kraljeve vojaške akademije, a kljub temu obdržal svoje mesto pri Torinski univerzi.
Leta 1903 je objavil svoje delo na mednarodnem pomožnem jeziku Latino sine flexione, kasneje imenovanim Interlingua. Zamisel je bila uporabiti latinsko besedišče, ker je bilo splošno znano, ampak poenostaviti slovnico, kolikor je bilo možno, da bi odstranil vse nepravilne in nenavadne oblike, kar bi olajšalo učenje. Tako je nek govor začel v latinščini, ko pa je v njej opisal neko poenostavitev, jo je vključil v govor in tako nadaljeval dokler ni govoril v Interlingui.
Peta – zadnja – izdaja Formularia, izdana leta 1908, z imenom Formulario Mathematico je bila objavljena. Vsebovala je 4200 formul in teoremov, vsi v svoji popolnosti in skoraj vsi dokazani. Njena popularnost je bila močno prizadeta zaradi zastarelosti večine vsebine, a še vedno ostaja pomemben prispevek matematični literaturi. Komentarji in primeri so napisani v jeziku Latino sine flexione.
Tisto leto je prevzel sedež višje analize v Torinu (a le za dve leti). Izvoljen je bil za direktorja Academie pro Interlingue, kjer so svoj jezik opustili za Peanov.
Po materini smrti leta 1910, je svoj čas posvetil učenju, delu na besedilih namenjenim srednjim šolam vključno s slovarjem matematike in razvijanjem in oglaševanjem svojega in drugih pomožnih jezikov, saj je postal spoštovan član mednarodnega gibanja pomožnih jezikov. Svoje članstvo pri Accademii del Lincei je uporabil za predstavitev člankov svojih prijateljev nečlanov (objavili so vse predstavljene članke).
Med leti 1913 in 1918 je objavil številne članke, kateri so bili napisani na temo izraza ostanka za razne formule numerične integracije.
Leta 1925 je svoj sedež neuradno zamenjal z infinitezimalne aritmetike na komplementarno matematiko, polje, ki je bolje ustrezalo njegovemu trenutnemu slogu matematike. Menjava je postala uradna leta 1931. Na Torinski univerzi je poučeval do dneva pred njegovo smrtjo, ko je utrpel srčni napad. Umrl pa je 20. aprila leta 1932 v Cavorettu.

## Dela in dosežki
- 1881: Objavil svoje prvo delo.
- 1884: Calcolo Differenziale e Principii di Calcolo Integrale.
- 1887: Applicazioni Geometriche del Calcolo Infinitesimale.
- 1889: Začel poučevati na kraljevi vojaški akademiji. I principii di geometria logicamente esposti.
- 1893: Lezioni di analisi infinitesimale.
- 1891: Postal član Akademije Znanosti v Torinu.
- 1903: Objavil Latino sine flexione.
- 1905: Prejel najbolj cenjen naziv in čast italijanskih znanstvenikov.
- 1908: Peta, zadnja izdaja Formulario mathematico.
- 1925: Giochi di aritmetica e problemi interessanti.

#### Peanovi aksiomi
1. Prvo naravno število je 1.
2. Vsako naravno število ima svojega naslednika, ki ga dobimo tako, da prištejemo 1.
3. Vsako naravno število ima svojega predhodnika, razen število 1
4. Če sta naslednika naravnih števil m in n enaka, potem sta tudi naravni števili m in n enaki
5. Vsaka podmnožica množice naravnih števil, ki vsebuje število 1 in vse naslednike svojih elementov, je enaka množici naravnih števil